# Tajur (Citeureup)
Tajur is een bestuurslaag in het regentschap Bogor van de provincie West-Java, Indonesië. Tajur telt 11.752 inwoners (volkstelling 2010).